# Il giorno più corto
Il giorno più corto è un film del 1963 diretto da Sergio Corbucci.
Il film è la parodia di Il giorno più lungo uscito l'anno precedente, dedicato allo sbarco in Normandia; il film italiano si riferisce però alla prima guerra mondiale.

## Trama
Il venditore ambulante siciliano Francesco Coppola, imparentato con un capo mafioso siciliano in punto di morte, riceve da quest'ultimo in eredità il figlio Franco Lo Grugno, inetto e pasticcione, col quale inizia una serie di rocambolesche avventure nella speranza di raggranellare qualche spicciolo per mangiare.
I due alla fine si arruolano per errore nel Regio Esercito alla scoppio della grande guerra mentre si spacciano per soldati al fine di godere dei pacchi regalo dati a coloro che partono per il fronte. Dopo varie vicissitudini e momenti di tensione, i due riusciranno a far sì che i loro commilitoni sconfiggano il nemico, facendo esplodere per puro caso un cannone da 420 mm degli austriaci. I due, scambiati per austriaci, finiscono anche sotto processo di corte marziale (difesi da uno strampalato avvocato che chiede per loro la fucilazione così da consacrarli definitivamente come eroi), ma vengono infine assolti perché non riconosciuti traditori, ma anzi, involontariamente di aiuto alla causa patriottica.

## Produzione
- Per il film furono scritturati 88 attori (44+44, contro i 42 del film Il giorno più lungo) tra piccole e piccolissime parti. Tutti accettarono di partecipare al film a titolo gratuito, per scongiurare il fallimento della Titanus.[1]
- La partecipazione di Totò al film fu dovuta al fatto che l'attore stava girando Il monaco di Monza in uno studio vicino: già vestito da frate, si pensò di mettergli in testa un cappello col piumetto e trasformarlo così in frate bersagliere.[1]
- Gli esterni del film vennero girati presso la località di Manziana.